# Teresa Maria Resende Cierco Gomes
Teresa Maria Resende Cierco Gomes (* 1970) ist Politikwissenschaftlerin an der Universität Porto.

## Ausbildung und Forschungsschwerpunkt
Teresa Cierco erhielt ihren Bachelorabschluss 1994 und den Master in Internationalen Beziehungen 1997. Sie promovierte in Politikwissenschaft an der Universität Porto im Jahr 2002.
Sie ist Assistant-Professor in der Abteilung für Geschichte, Politik und Internationale Studien an der Universität Porto. Ihr Forschungsschwerpunkt liegt auf Mittel- und Osteuropa. Zahlreiche Publikationen sind unter Anführung ihrer Autorenschaft erschienen, und zwar zu folgenden Themen: der Kosovokonflikt, Serbien und Polen, die Beziehungen zwischen der EU und dem Westbalkan, Demokratisierungsprozess im Westbalkan, die Geopolitik des Balkans, Flüchtlinge und Migration. Sie hat bislang mehr als zehn wissenschaftliche Artikel veröffentlicht.

## Plagiatsvorwürfe
Die Datenbank Retraction Watch verzeichnet 16 plagiierte Veröffentlichungen, für die Cierco als Autorin gezeichnet hat.
Plagiatsforscher Michael Dougherty hat festgestellt, dass die Daten, die Ciercos inzwischen zurückgezogenem Aufsatz aus dem Jahr 2017 („Promoting the Rule of Law in Serbia“) zugrunde lagen, erfunden waren. Die Ergebnisse von Interviews, die Cierco angeblich in den ersten sechs Monaten des Jahres 2015 führte, wurden bereits von anderen Forschern in weiter zurückliegenden Aufsätzen veröffentlicht. Dougherty behauptet, dass die Politikwissenschaftlerin wissenschaftliche Analysen aus anderen Publikationen übernommen zu haben scheint, um sie dann als Interviewzitate ihrer eigenen Feldarbeit wiederzugeben.
Die Herausgeber der Zeitschrift Canadian-American Slavic Studies haben im März 2020 Ciercos Artikel aus dem Jahr 2014, „Albania’s Difficult Path towards Democracy“ zurückgezogen. Wegen des Verdachts auf Datenfälschung wurde eine zweite Meinung von einem internationalen Experten eingeholt, der im Januar 2020 erklärte, auch eine von Cierco überarbeitete Version des Artikels sei für eine Veröffentlichung inakzeptabel.
Ebenso hat das Journal of Contemporary Central and Eastern Europe einen Cierco Aufsatz von 2016 („Bridging the Gap: the Serbian Struggle for Good Governance“) zurückgezogen.